# Жадановка (Харьковская область)
Жадановка (укр. Жаданівка), село,
Тарановский сельский совет,
Змиёвский район,
Харьковская область.
Код КОАТУУ — 6321786005. Население по переписи 2001 года составляет 50 (23/27 м/ж) человек.

## Географическое положение
Село Жадановка находится в месте впадения Кнышева (Исько́ва) яра в Ольшанку, на правом берегу реки Ольшанка; 
выше по течению на расстоянии в 2,5 км расположен посёлок Беспаловка,
ниже по течению на расстоянии в 5 км — село Высочиновка.
На реке сделано несколько запруд.
Возле села много садовых участков.

## Происхождение названия
Украинское жадати переводится как желать.
На территории Украины 2 населённых пункта с названием Жадановка.

## История
- 1685 — дата основания.
- В середине 19 века здесь находился хутор Тимошевской.[1]

## Экономика
- Молочно-товарная ферма.